# Cyanopepla phoenicia
Cyanopepla phoenicia là một loài bướm đêm thuộc phân họ Arctiinae, họ Erebidae.